# Wolfgang Sobek
Wolfgang Sobek (* 7. September 1945 in Waldmünchen; † 19. November 2024 in Leipzig) war ein deutscher Chemiker.

## Leben
Wolfgang Sobek wurde 1945 in der Oberpfalz geboren. Er besuchte von 1952 bis 1964 die Thomasschule zu Leipzig. Von 1964 bis 1970 studierte er Chemie an der Technischen Universität Dresden und in Leningrad. Von 1970 bis 1975 war er wissenschaftlicher Assistent in Dresden und wurde in Polymer- und Radiochemie mit der Dissertation Beiträge zur Charakterisierung von Acrylnitril-Vinylacetat-Copolymeren zum Dr. rer. nat. promoviert. Von 1975 bis 1978 forschte er im Bereich Photochemie in der Filmfabrik Wolfen. Von 1978 bis 1992 war er Oberassistent für Druckvorstufe an der TH Leipzig. Von 1979 bis 1980 studierte er Hochschulpädagogik an der Universität Leipzig und habilitierte sich 1986 mit der Arbeit Beiträge zur Oberflächenmodifizierung makromolekularer Substanzen durch fotoinitiierte Pfropfcopolymerisation. Von 1992 bis 2011 war er Professor für Werkstoffe und Werkstoffprüfung der Druck- und Verpackungstechnik an der Fakultät Medien der HTWK Leipzig. Seit 2011 war er freiberuflich in der Beratung tätig.